# Mackerrasomyia marginata
Mackerrasomyia marginata är en tvåvingeart som beskrevs av Debenham 1970. Mackerrasomyia marginata ingår i släktet Mackerrasomyia och familjen svidknott. Inga underarter finns listade i Catalogue of Life.